# Regotycyzacja

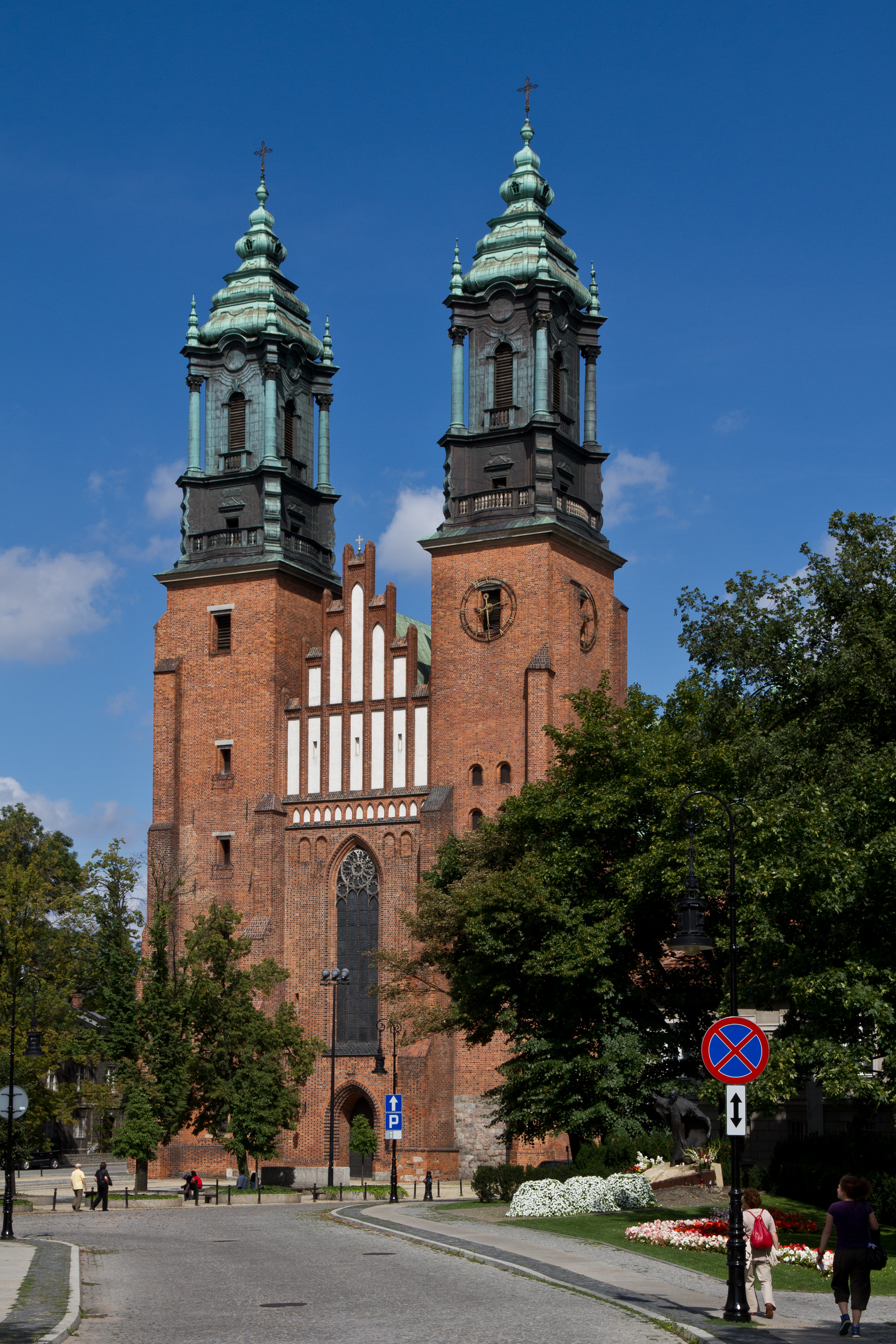
Regotyzowana po II wojnie światowej katedra w Poznaniu

Regotycyzacja (regotyzacja) – termin odnoszący się do działań o charakterze konserwatorskim, przeprowadzanych na budowlach (najczęściej kościołach) pierwotnie gotyckich, przebudowanych w późniejszym okresie (najczęściej w baroku - patrz barokizacja). Stosowana od XIX w., w zamierzeniu mająca przywrócić budowli czystość stylistyczną. Czasami zabiegi te powodowały zniszczenie późniejszych elementów wystroju architektonicznego. 
Przykłady w Polsce:
- katedra w Poznaniu - po zniszczeniach wojennych z 1945 roku
- katedra w Gnieźnie
- katedra św. Jana w Warszawie - po zniszczeniach wojennych z 1944 roku
- kościół Bernardynów w Przeworsku - przez Zygmunta Hendla na przeł. XIX/XX w.
- Fara w Nowym Sączu
- kościół w Zawichoście
- kościół w Stopnicy - po zniszczeniach wojennych w 1944 roku

Analogicznym terminem oznaczającym przywrócenie zabytkowi form romańskich jest reromanizacja.